# Journée internationale des femmes et des filles de science
La Journée internationale des femmes et des filles de science est une journée internationale ayant pour but de favoriser et 
accroître la participation des femmes et des filles dans les domaines scientifiques.

## Origines
Cette journée créée par la résolution A/RES/70/212, repose sur le constat de  l'Institut de statistique de l'UNESCO : moins de 30% des chercheurs dans le monde sont des femmes.
Les femmes sont ainsi sous-représentées dans les domaines de la science, de la technologie, de l'ingénierie et des mathématiques (STIM), tant au niveau universitaire que de la recherche. Et lorsqu'elles sont présentes dans les domaines scientifiques, les femmes sont sous-représentées aux niveaux décisionnaires de l'élaboration des politiques et de la programmation.

## Objectifs
Cette journée est l'occasion de rappeler que les femmes et les filles jouent un rôle essentiel dans la communauté scientifique et technologique, et que leur participation doit être renforcée.